# Nesobasis pedata
Nesobasis pedata är en trollsländeart som beskrevs av Donnelly 1990. Nesobasis pedata ingår i släktet Nesobasis och familjen dammflicksländor. Inga underarter finns listade i Catalogue of Life.